# Prvonožina
 Prvonožina  falu Horvátországban Zágráb megyében. Közigazgatásilag Velika Goricához tartozik.

## Fekvése
Zágráb központjától 25 km-re délre, községközpontjától 16 km-re délnyugatra a Vukomerići dombok között fekszik. 

## Története
1225-ben IV. Béla még szlavón hercegként a zágrábi várhoz tartozó egyes jobbágyokat nemesi rangra emelt, akik mentesültek a várispánok joghatósága alól és a zágrábi mező (Campi Zagrabiensis) nemeseinek közössége, azaz saját maguk által választott saját joghatóság (comes terrestris) alá kerültek. Az így megalakított Túrmezei nemesi kerülethez tartozott Prvonožina is. Ezen belül közigazgatásilag a Vrhovlje járás egyik judikátusának székhelye volt.
A falu és környéke a 16. századtól sokat szenvedett a gyakori török támadások miatt. Amikor 1592-ben Hasszán boszniai pasa végigpusztította a Túrmezőt és mintegy 35000 lakost hurcolt rabságba számos ősi túrmezei család pusztult ki és nem maradt egyetlen ép falu sem. A török veszély megszűnése annak a nagy győzelemnek köszönhető, melyet az egyesült  horvát és császári sereg 1593. június 22-én Sziszeknél aratott a török felett. 
1857-ben 70, 1910-ben 92 lakosa volt. Trianon előtt Zágráb vármegye Nagygoricai járásához tartozott.  2001-ben 43 lakosa volt.

## Lakosság
| Lakosság változása | Lakosság változása | Lakosság változása | Lakosság változása | Lakosság változása | Lakosság változása | Lakosság változása | Lakosság változása | Lakosság változása | Lakosság változása | Lakosság változása | Lakosság változása | Lakosság változása | Lakosság változása | Lakosság változása |
| ------------------ | ------------------ | ------------------ | ------------------ | ------------------ | ------------------ | ------------------ | ------------------ | ------------------ | ------------------ | ------------------ | ------------------ | ------------------ | ------------------ | ------------------ |
| 1857               | 1869               | 1880               | 1890               | 1900               | 1910               | 1921               | 1931               | 1948               | 1953               | 1961               | 1971               | 1981               | 1991               | 2001               |
| 70                 | 78                 | 62                 | 76                 | 84                 | 92                 | 94                 | 101                | 77                 | 81                 | 73                 | 68                 | 59                 | 49                 | 43                 |